# Ланменьян
Ланменья́н (фр. Lannemaignan) — коммуна во Франции, находится в регионе Юг — Пиренеи. Департамент — Жер. Входит в состав кантона Казобон. Округ коммуны — Кондом.
Код INSEE коммуны — 32189.

## География

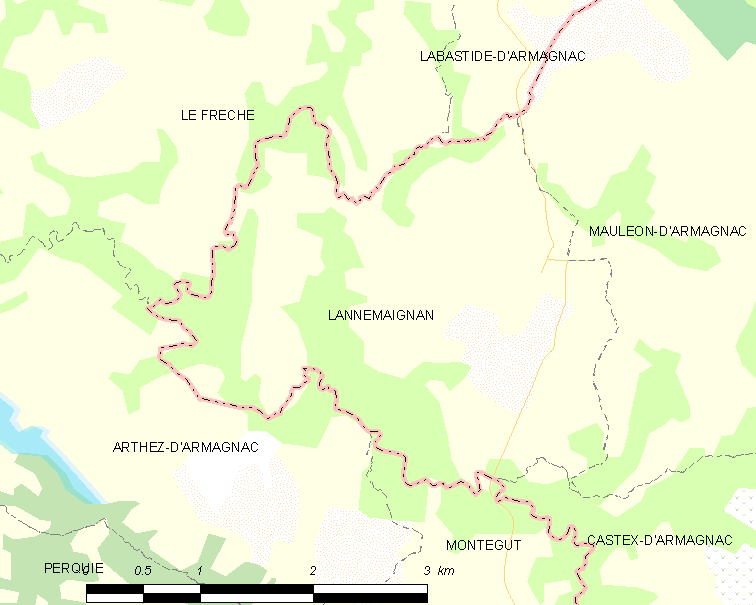
Карта коммуны

Коммуна расположена приблизительно в 590 км к югу от Парижа, в 140 км западнее Тулузы, в 70 км к северо-западу от Оша.
На западе коммуны протекает река Миду.

## Климат
Климат умеренно-океанический. Лето жаркое и немного дождливое, температура часто превышает 35 °С. Зимой часто бывает отрицательная температура и ночные заморозки. Годовое количество осадков — 700—900 мм.

## Население
Население коммуны на 2010 год составляло 103 человека.
| 1962 | 1968 | 1975 | 1982 | 1990 | 1999 | 2010 |
| ---- | ---- | ---- | ---- | ---- | ---- | ---- |
| 225  | 200  | 155  | 132  | 118  | 104  | 103  |

## Администрация
| Период | Период | Фамилия        | Партия | Примечания |
| ------ | ------ | -------------- | ------ | ---------- |
| 2001   | 2014   | Жан-Марк Тарб  |        |            |
| 2014   | 2020   | Кристьян Давид |        |            |

## Экономика
В 2010 году среди 58 человек трудоспособного возраста (15-64 лет) 40 были экономически активными, 18 — неактивными (показатель активности — 69,0 %, в 1999 году было 68,3 %). Из 40 активных жителей работали 36 человек (18 мужчин и 18 женщин), безработных было 4 (2 мужчин и 2 женщины). Среди 18 неактивных 3 человека были учениками или студентами, 10 — пенсионерами, 5 были неактивными по другим причинам.

## Достопримечательности
- Церковь XV века. Исторический памятник с 1979 года[4]